# Would I Lie to You? (Charles & Eddie)
Would I Lie to You? (en español: ¿Te mentiría yo?) es un sencillo del grupo musical estadounidense Charles & Eddie publicado el 4 de agosto de 1992 como avance de Duophonic, su primer disco de estudio.

## Éxito comercial
La canción consiguió llegar al primer puesto en las listas de Austria, Bélgica, Nueva Zelanda y el Reino Unido. Además, logró ser Disco de Oro en Austria y Alemania, Disco de Plata en Francia y Disco de Platino en el Reino Unido.

## Otras versiones

### Versión de John Gibbons
El 12 de agosto de 2016 el DJ irlandés John Gibbons publicó en formato digital una cover del single.

### Versión de David Guetta, Cedric Gervais y Chris Willis
El 30 de septiembre de 2016, David Guetta, Cedric Gervais y Chris Willis publicaron una nueva versión del single que llegó a ser número uno en Alemania y Polonia consiguiendo, además, ser Disco de Oro en Italia y Disco de Platino en Polonia.
- Datos: Q8037347